# Nuci (Ilfov)
Nuci is een gemeente in het Roemeense district Ilfov en ligt in de regio Muntenië in het zuidoosten van Roemenië. De gemeente telt 2798 inwoners (2005).

## Geografie
De oppervlakte van Nuci bedraagt 52 km², de bevolkingsdichtheid is 54 inwoners per km².
De gemeente bestaat uit de volgende dorpen: Nuci, Balta Neagră, Merii Petchii, Micșuneștii Mari, Micșunești Moară.

## Politiek
De burgemeester van Nuci is Georgel Vasile (PSD).

## Geschiedenis
In 1501 werd Nuci officieel erkend.